# Lars Onsager
Pour les articles homonymes, voir Onsager.
Lars Onsager (27 novembre 1903 à Oslo, en Norvège - 5 octobre 1976 à Coral Gables, Floride, aux États-Unis) était un physico-chimiste américain d’origine norvégienne. Il reçut le prix Nobel de chimie en 1968.

## Biographie
Lars Onsager étudia à partir de 1920 le génie chimique à l’Institut norvégien de technologie de Trondheim. Il obtint, en 1928, une place d'enseignant à l’université Brown de Providence aux États-Unis. À partir de 1934, il fut professeur de chimie à l'université Yale. Finalement de 1972 à 1976, il fut professeur au Center for Theorical Studies de la Coral Gables University à Miami.
Après la Seconde Guerre mondiale, il se tourna vers d'autres problèmes. Il proposa en 1949 une explication théorique des propriétés superfluides de l'hélium liquide. Richard Feynman retrouva la même théorie indépendamment deux ans plus tard.
Il obtint en 1968 le prix Nobel de chimie « pour la découverte des relations réciproques qui portent son nom et qui sont fondamentales dans la thermodynamique des processus irréversibles ». Onsager est devenu membre étranger de la Royal Society le 24 avril 1975.
Onsager travailla entre autres sur la conductivité des solutions, les électrolytes, sur la thermodynamique et la physique statistique. Il établit aussi une théorie sur la séparation des isotopes, qui trouva une application pratique lors du projet Manhattan.

## Récompenses et distinctions
- 1962 : prix Willard-Gibbs
- 1968 : prix Nobel de chimie